# Eagarville
Eagarville – wieś w Stanach Zjednoczonych, w stanie Illinois, w hrabstwie Macoupin.